# Haemaphysalis punctata
Haemaphysalis punctata este o specie de căpușe din genul Haemaphysalis, familia Ixodidae, descrisă de Giovanni Canestrini și Fanzago în anul 1878. Conform Catalogue of Life specia Haemaphysalis punctata nu are subspecii cunoscute.